# Paracythere
Paracythere is een geslacht van kreeftachtigen uit de klasse van de Ostracoda (mosselkreeftjes).

## Soorten
- Paracythere dagensis Mehes, 1941 †
- Paracythere minima Mueller, 1894